# (2368) Beltrovata
(2368) Beltrovata es un asteroide perteneciente a los asteroides Amor descubierto por Paul Wild el 4 de septiembre de 1977 desde el Observatorio de Berna-Zimmerwald, Suiza.

## Designación y nombre
Beltrovata se designó al principio como 1977 RA.
Más adelante, en 1981, recibió su nombre del apodo dado por el escritor suizo Gottfried Keller a Betty Tendering.

## Características orbitales
Beltrovata está situado a una distancia media del Sol de 2,105 ua, pudiendo acercarse hasta 1,234 ua y alejarse hasta 2,976 ua. Tiene una excentricidad de 0,4136 y una inclinación orbital de 5,236 grados. Emplea 1115 días en completar una órbita alrededor del Sol.
Beltrovata es un asteroide cercano a la Tierra.

## Características físicas
La magnitud absoluta de Beltrovata es 15,21. Tiene un diámetro de 2,3 km y un periodo de rotación de 5,9 horas. Se estima su albedo en 0,27. Beltrovata está asignado al tipo espectral SQ de la clasificación Tholen.